# Memu Sunhu
Memu Sunhu (que significa "Mesmo Sonho" em crioulo guineense) é um grupo musical da Guiné-Bissau, formado em 2021. O coletivo ganhou destaque por combinar diversos gêneros musicais com elementos da música tradicional guineense. O grupo é composto por quatro músicos: Ninanca Alfredo Carlos Banca (Werton Baby), Desejado Carlos Gomes Sadjó (Jadoh Decz), Sadibo Coté (Wizard HTF) e Malam Djudju Mané (Piazza Prince). Além dos músicos, o projeto inclui um produtor musical (Duramane Kamará, conhecido como Natty Pro), um vídeo maker (Ansumane Fati, ou Mane Faty) e o coordenador do projeto, Sogna Rafordino Queiros Neves (Dino Produções).

## História e Carreira
Memu Sunhu foi criado em junho de 2021 como um projeto musical que busca unir diferentes influências culturais e sonoras da Guiné-Bissau. Em 2022, o grupo assinou um contrato de agenciamento de cinco anos com a produtora Klasszik, que impulsionou sua carreira e permitiu a produção de seu primeiro álbum, "Kunsada", lançado em 2024.
O grupo rapidamente ganhou popularidade na Guiné-Bissau e no exterior, realizando turnês nacionais e internacionais em países como Portugal, Luxemburgo e França. Em 2023, o single "Pa é Fala" alcançou o Top 30 das tendências musicais no YouTube em Portugal, consolidando a banda como uma das mais influentes da nova geração guineense.

### Impacto e Reconhecimento
Memu Sunhu tem sido reconhecido por sua contribuição para a revitalização da música guineense, incorporando elementos tradicionais em composições modernas. O grupo foi incluído na lista "BANTUMEN 100 PowerList" em 2022, que destaca os artistas mais influentes da África lusófona. 
Em 2024, o grupo venceu o GBA - Guiné-Bissau Awards na categoria "Grupo Musical", um dos prêmios mais prestigiados do país, consolidando ainda mais sua posição no cenário artístico nacional.
O grupo também se destacou por suas colaborações com artistas consagrados, como o músico Manecas Costa, com quem gravaram o single "Kontan". Em 2023, Memu Sunhu realizou um concerto no Estádio Lino Correia, em Bissau, lotando o espaço e contando com a participação de artistas convidados como Eneida Marta e Dembó Djassi.

### Discografia
- Kunsada (2024) – Primeiro álbum do grupo, contendo dez faixas, incluindo os singles "Pa é Fala", "Ça Va Aller" e "Kontan" (com Manecas Costa).[1]

### Turnês e Apresentações
Memu Sunhu realizou diversas apresentações nacionais e internacionais, incluindo:
- Tour pela Europa (2023) – Passando por Portugal, Luxemburgo e França.
- Concerto no Estádio Lino Correia (2023) – Lotando o espaço em Bissau.[9]
- Apresentação no Lisboa Ao Vivo (2023) – Primeiro concerto solo do grupo em Portugal.

### Prêmios e Indicações
- GBA - Guiné-Bissau Awards 2024 – Vencedor na categoria "Grupo Musical".
- Inclusão na BANTUMEN 100 PowerList (2022).
- Homenagem pelo No Sta Djuntu na categoria de "Grupo e Projeto Musical" (2022 e 2023).[1]